# Museum Alpin

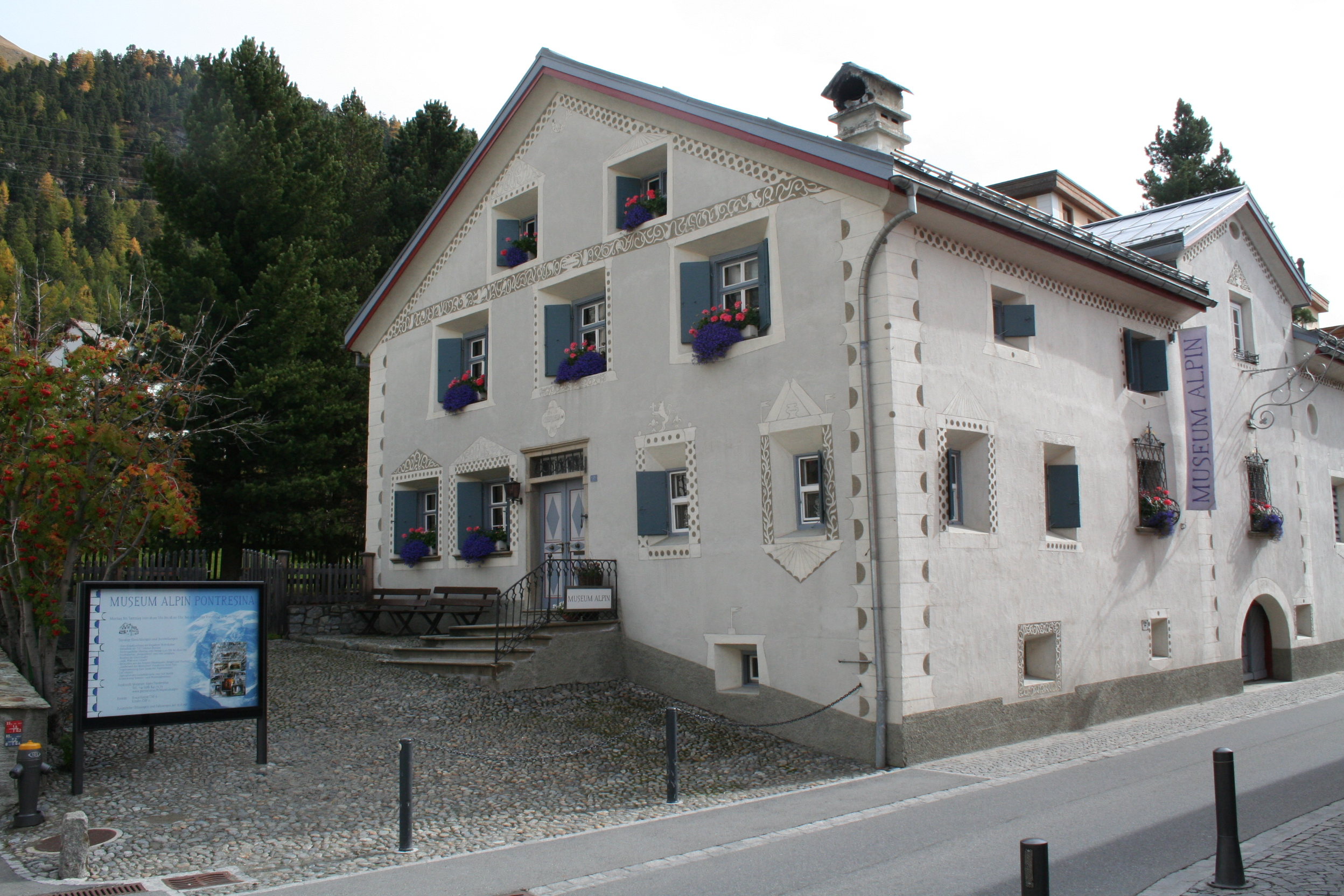
Museum Alpin

Das Museum Alpin (rätoromanisch im Idiom Puter für Alpenmuseum oder Alpines Museum) in Pontresina im Schweizer Kanton Graubünden ist ein heimatkundliches Museum.
Es ist an der Via Maistra in der Chesa Delnon untergebracht, einem Engadinerhaus aus dem 17. Jahrhundert.
Dauerausstellungen zeigen das traditionelle Engadinerhaus, eine SAC-Hütte samt Inventar, die Geschichte der Bündner Jagd, die Mineralien des Engadins und die Geschichte des regionalen Bergbaus. Zudem werden Fauna und Flora des Val Bernina und des Oberengadins multimedial für die Öffentlichkeit aufbereitet.
Sonderausstellungen beziehen sich oft auf die besondere Stellung des Tourismus im Oberengadin und auf die kulturellen Veränderungen, die er mit sich brachte.